# Van der Graaf Generator
Van der Graaf Generator, cunoscută și ca Van der Graaf este o trupă engleză de rock progresiv. Au fost prima formație care a semnat cu Charisma Records. Grupul a avut un mare succes în Italia în anii '70. În 2005 s-au reunit, existând ca trupă și în prezent.
Sonoritatea formației în anii '70 era o combinație între vocea distinctivă și dinamică a lui Peter Hammill și saxofonul lui David Jackson. Albumele Van der Graaf Generator erau mai întunecate în atmosferă decât albumele altor grupuri progresive ale perioadei.
Hammill este principalul compozitor al trupei dar într-un interviu acesta a declarat că deși a scris majoritatea muzicii VdGG, aranjamentele muzicale erau colective.

## Discografie

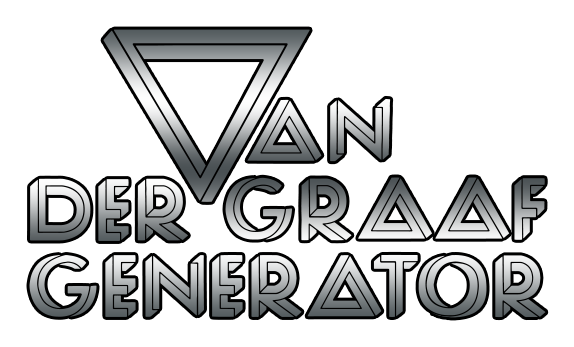
Logo-ul trupei

### Albume de studio
- The Aerosol Grey Machine (Sept 1969)
- The Least We Can Do Is Wave to Each Other (Feb 1970)
- H to He, Who Am the Only One (Dec 1970)
- Pawn Hearts (Oct 1971)
- Godbluff (Oct 1975)
- Still Life (Aprilie 1976)
- World Record (Oct 1976)
- The Quiet Zone/The Pleasure Dome (Sept 1977)
- Time Vaults (Ian 1982) ( 1972-1975)
- Present (Aprilie 2005)
- Trisector (Martie 2008)
- A Grounding in Numbers (2011)
- ALT (2012)
- Do Not Disturb (2016)